# 愛と疑惑のサスペンス エンディングテーマ曲集
『愛と疑惑のサスペンス エンディングテーマ曲集』（あいとぎわくのサスペンス エンディングテーマきょくしゅう）は、関西テレビ系単発ドラマ『愛と疑惑のサスペンス』のエンディングテーマを集めたコンピレーションアルバム。

## 内容
FEEL SO BADの川島だりあが歌った「Crazy About You」は、後に『complete of 川島だりあ&FEEL SO BAD at the BEING studio』に収録。
BAADの「街は優しく色づいていく」は、このアルバムに収録されているバージョンはイントロが異なっている。

## 収録曲
1. この愛に泳ぎ疲れても（ZARD）
作詞：坂井泉水  作曲：織田哲郎  編曲：明石昌夫
この曲は「愛と疑惑のサスペンス」シリーズ全体のオープニング曲となっている。
2. つめたい風が吹くたびに 君のぬくもりを知る（REV）
作詞・作曲：出口雅之  編曲：葉山たけし
3. Twisty Love（大黒摩季）
作詞・作曲：大黒摩季  編曲：葉山たけし
4. FOR MY LIFE（DEEN） 
作詞・作曲：池森秀一  編曲：池田大介
5. Crazy About You（川島だりあ（FEEL SO BAD）） 
作詞・作曲：川島だりあ  編曲：倉田冬樹
6. 遠く離れても（栗林誠一郎（ZYYG））
作詞：小田佳奈子  作曲・編曲：栗林誠一郎
7. 想い出は あどけなく（坪倉唯子）
作詞：小田佳奈子  作曲：芦沢和則  編曲：池田大介
8. SMILE AGAIN（ZYYG）
作詞：高山征輝  作曲・編曲：栗林誠一郎
9. 想い出は抱きしめられない（TWINZER）
作詞：小田佳奈子  作曲：多々納好夫  編曲：葉山たけし
10. 街は優しく色づいていく（BAAD）
作詞：山田恭二  作曲：大田紳一郎  編曲：明石昌夫